# Сушець (гміна)
Гміна Сушець (пол. Gmina Suszec) — сільська гміна у південній Польщі. Належить до Пщинського повіту Сілезького воєводства.
Станом на 31 грудня 2011 у гміні проживало 11635 осіб.

## Територія
Згідно з даними за 2007 рік площа гміни становила 75.63 км², у тому числі:
- орні землі: 53.00%
- ліси: 35.00%

Таким чином, площа гміни становить 15.97% площі повіту.

## Населення
Станом на 31 грудня 2011:
| Опис     | Загалом | Загалом | Чоловіки | Чоловіки | Жінки | Жінки |
| -------- | ------- | ------- | -------- | -------- | ----- | ----- |
| одиниця  | осіб    | %       | осіб     | %        | осіб  | %     |
| все      | 11635   | 100     | 5732     | 49.27    | 5903  | 50.73 |
| міське   | 0       | 100     | 0        |          | 0     |       |
| сільське | 11635   | 100     | 5732     | 49.27    | 5903  | 50.73 |

## Сусідні гміни
Гміна Сушець межує з такими гмінами: Коб'юр, Ожеше, Павловіце, Пщина.